# Paulismo

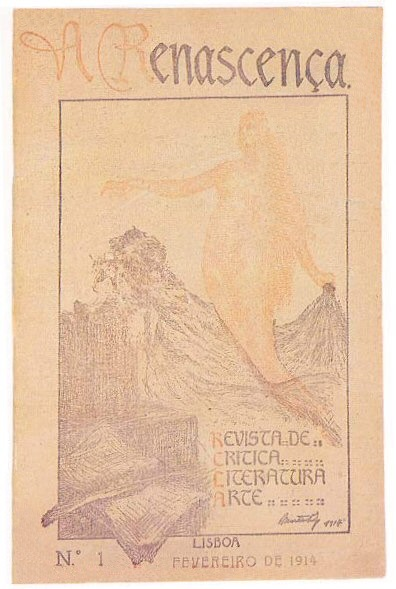
A Renascença -- revista de critica, literatura, arte, N.º 1 -- Fevereiro 1914
(único número publicado).

O Paulismo é um movimento literário criado por Fernando Pessoa com o duplo poema "Impressões de Crepúsculo", o segundo dos quais começa com a palavra "Pauis", com data de 29 de Março de 1913 e publicado em A Renascença: revista de crítica, literatura, arte, n.º 1, Lisboa, Fevereiro de 1914 (único número publicado).
O Paulismo é a primeira das três poéticas criadas por Fernando Pessoa no período de 1913 a 1915 (Paulismo, Interseccionismo e Sensacionismo), as quais se inserem genericamente no Modernismo.
O Paulismo é uma corrente literária que se exprime por ambientes sombrios, de águas escuras e "paradas", nas quais o poeta "não se encontra". Os locais que o poeta descreve estão normalmente associados a ambientes aquáticos.

## O Paulismo segundo Fernando Pessoa
"O Paulismo é o culto insincero da artificialidade".
"Não sejamos injustos. Apesar de todo o de doentio e de perigoso — pela facilidade com que se insinua — desta escola, forçoso é reconhecer aos seus adeptos incontestável talento e uma manifesta superioridade sobre quantos outros novos aparecem em Portugal, e talvez não só em Portugal. O que é lamentável é que a própria essência da inspiração deles seja doentia a mais não poder ser. Pelos extractos que demos acima, calcule-se da influência sobre o pensamento, a inspiração, e até a gramática dos novos que possa ter a escola 'paulista'!".
"O Paulismo pertence à corrente cuja primeira manifestação nítida foi o Simbolismo. Ambas estas correntes têm entre nós este igual característico em relação ao seu ponto de partida e que é para nos orgulharmos –- de que são avanços enormes nas correntes em que se integram. O Sensacionismo é um grande progresso sobre tudo quanto lá fora na mesma orientação se faz. O Paulismo é um enorme progresso sobre todo o Simbolismo e neo-Simbolismo".

## O Paulismo segundo Mário de Sá-Carneiro

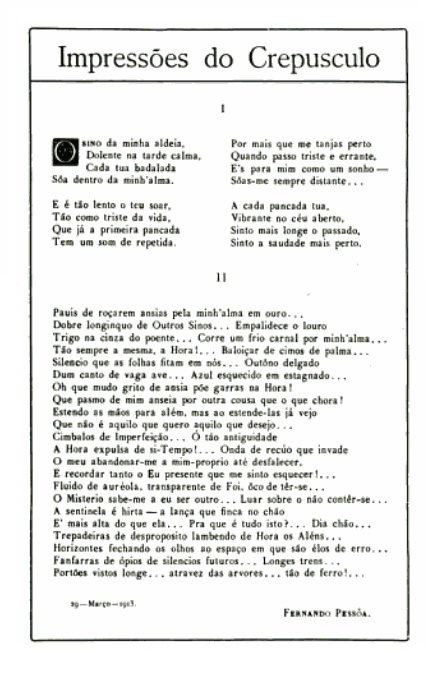
"Impressões do Crepúsculo", in
A Renascença, Fevereiro 1914.

"Em primeiro lugar quero-lhe falar das suas poesias. Elas são admiráveis, já se sabe mas o que mais aprecio nelas é a sua qualidade. Eu me explico. Os seus versos são cada vez mais seus. O meu amigo vai criando uma nova linguagem, uma nova expressão poética e –- veja se compreende o que eu quero significar –- conseguiu uma notável força de sugerir que é a beleza máxima das suas poesias sonhadas".

## O Paulismo segundo Fernando J. B. Martinho
"O paùlismo conhece na poesia de Sá-Carneiro, que se requinta em tudo o que definia a maneira da corrente, a sua mais alta realização. Nenhum dos poetas do 1.º Modernismo levou mais longe que ele os princípios de desorganização, de desarrumação, de transgreção, de liberdade, de desrespeito das 'gramáticas', das 'coerências', das 'lógicas', (pelas regências anómalas, pela 'sintaxe elíptica', pelos 'saltos bruscos' [no] plano discursivo, em suma: pelo esticar paroxístico e patético da corda tensa da linguagem), na simultânea observância da unidade do texto –- coisa una e orgânica".

## O Paulismo segundo Fernando Guimarães
"Um denso envolvimento imaginário, sem que nele se deixe entrever um nexo lógico, devido ao modo como múltiplos pontos de fuga vêm confrontar a sua leitura com o vago, a ampliação significativa, as diversificadas associações ou transposições, a possibilidade de, como disse Pessoa nos seus artigos publicados em A Águia, encontrar em tudo um além".

## O Paulismo segundo Fernando Cabral Martins e Richard Zenith
"A partir de 1913, Pessoa protagonizou um curto mas intenso período de movimentos assumidamente vanguardistas, quase todos refletidos na sua produção ortónima. O poema 'Pauis', publicado juntamente com 'Ó sino da minha aldeia' em 1914, foi escrito e circulou entre os amigos de Pessoa já no ano anterior. Deu nome à estética conhecida como Paulismo, uma espécie de simbolismo exacerbado, também patente em alguns textos em prosa da mesma altura: 'Na Floresta do Alheamento' (1913), por exemplo, ou a peça O Marinheiro, publicada no primeiro número de Orpheu (1915), revista que assinalou a entrada do Modernismo literário em Portugal".

## Pauis
"Quanto aos 'Pauis'. Como pede, vou-lhe falar com franqueza. E peço-lhe que me acredite. É uma vaidade realmente, mas peço-lhe que me acredite. Eu sinto-os; eu compreendo-os e acho-os simplesmente uma coisa maravilhosa; uma das coisa mais geniais que de você conheço. É álcool doirado, é chama louca, perfume de ilhas misteriosas o que você pôs nesse excerto admirável aonde abundam as garras".